# DMC금호리첸시아
DMC금호리첸시아(영어: DMC Kumho Richensia)는 대한민국 서울특별시 서대문구 남가좌동에 위치한 아파트이다.